# Mosul
Mosul (på kurdisk: Mûsil), er en by i provinsen Ninawa i det nordlige Irak. Byen ligger ved bredden af floden Tigris 220 km nordvest for Bagdad. Byens indbyggere er hovedsageligt arabere, mens det omkringliggende område er kurdisk domineret. Byen har 1.792.000(2023) indbyggere, dermed er Mosul Iraks tredjestørste by. 
Efter invasionen af Irak 2003 blev Saddam Husseins sønner Uday Hussein og Qusay Hussein dræbt i Mosul 2. juli 2003, og byen har siden været præget af konfrontationer mellem irakiske oprørere og amerikanske besættelsestropper.[kilde mangler]
Mosul og Nineve-sletten har traditionelt været hjemsted for mange kristne, som har har udgjort majoriteten af områdets befolkning.[kilde mangler]
Under Saddam Husseins styre foregik der imidlertid en systematisk 'arabisering' af området. Under Irakkrigen er de kristne konsekvent enten blevet fordrevet fra Mosul af radikale muslimer eller dræbt af dem.[kilde mangler]
Således anslås det, at der i 2003 boede omkring 200.000 kristne i Mosul.[kilde mangler]
I dag anslås antallet til omkring 90.000.[kilde mangler]
Med nogle få tusinde krigere erobrerede Islamisk Stat storbyen i juni 2014. 
Efter et år havde de indført sindelagskontrol, blandet andet med sharia-straffe, obligatorisk niqab og hvor imaner blev udskiftet med Islamisk Stats ideologer.
I november 2015 begyndte den irakiske regeringshær med støtte fra militsgrupper at generobrere byer der var blevet besat af Islamisk Stat og i oktober 2016 var man kommet til Mosul.
Den irakiske hær ved Mosul bestod da af 11 brigader, hver på 2.000 mand.
Hertil kom støttende militser på mellem 6.000 til 10.000 mand og 560 amerikanske rådgivere ved Qayyarah-basen.
Analytikere anslog da at der var 5.000 krigere fra Islamisk Stat i Mosul.
Danmark deltog i Slaget om Mosul, dels ved at Jægerkorpset og Frømandskorpset trænede irakiske sikkerhedsstyrker i at finde miner, dels ved en militær radar i det østlige Syrien og dels ved at danske F-16 fløj missioner mod Islamisk Stat i Mosul.
I slutningen af oktober 2016 forlød det at de danske fly havde fløjet syv missioner med 15 bomber.
I juni 2017 udråbte den irakiske premierminister Haider al-Abadi sejr over Islamisk Stat i Mosul efter at hårde og lange kampe havde resulteret i en storby i ruiner, store civile tab og mere end 800.000 fordrevne.
Den danske regering afsatte da et tocifret millionbeløb til minerydning og yderligere et trecifret millionbeløb til stabilisering af Syrien og Irak.
70 km nord for byen ligger Mosul-dæmningen, der har navn efter byen og genererer strøm til byens indbyggere og store dele af omegnen.[kilde mangler]